# Liste des villages de Kabylie
 (août 2024).
Si vous disposez d'ouvrages ou d'articles de référence ou si vous connaissez des sites web de qualité traitant du thème abordé ici, merci de compléter l'article en donnant les références utiles à sa vérifiabilité et en les liant à la section « Notes et références ».
 (juillet 2023).
- Si vous ne connaissez pas le sujet, laissez ce bandeau (vous pouvez alors contacter les auteurs).
- Si vous supprimez le contenu mis en cause (vous pouvez préalablement contacter les auteurs),

argumentez précisément cette suppression dans la page de discussion
(un manque de référence n'est pas un argument ; une recherche réelle de référence doit avoir été effectuée, être formellement documentée).
La Kabylie est une région située dans le nord de l'Algérie et à l'est d'Alger. Elle s'étend de la ville de Boumerdès à l'ouest jusqu'à collo à l'est et de la mer Méditerranée au nord jusqu'à Bordj Bou Arreridj au sud[réf. nécessaire]. Cette région est principalement constituée d’aarchs, des ensembles de villages.

## Villages de la commune de Souk el tenine (wilaya de Tizi Ouzou)
- Souk el tenine, un ensemble de villages dont[1] :
  - Agouni Boufal
  - Aït Ahdou
  - Aït Ali Ou Belkas
  - At Ali Oumensour
  - Aït Amar
  - Aït Izid
  - Amalou
  - Fekran
  - Ichaouadhiene
  - Ighil Boulkadi
  - Iguer Hammad
  - Izaouène
  - Izouaghène
  - Moussa
  - Sidi Ali Moussa
  - Taarkoubt
  - Thala Ou Malou
  - Tighilt Mahmoud

## Villages de la commune de Tizi Ouzou (wilaya de Tizi Ouzou)
- Redjaouna (Sidhi-Velloua)

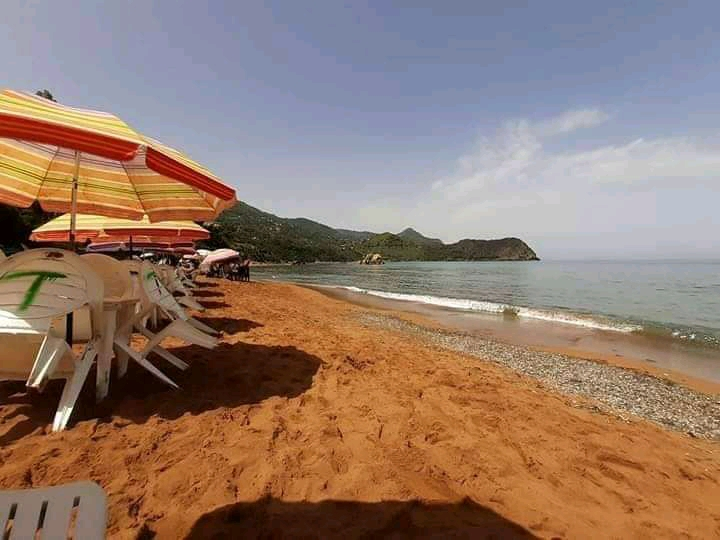
Taâzibt

- Boukhalfa (Autrefois Aït-Boukhalfa)
- Tala Athmane (Tala Σetman)
- Oued Aïssi
- Sikh Oumeddour
- Chamlal
- Irahallen
- Tazmalt n'El Kaf
- Bouhinoune
- Tazmalt (Tizi Ouzou)
- Ibetrounen (Betrouna) : c'est un ensemble de villages qui comprend : 
  - imezdaten (Mezdatta)
  - Ain Meziav
  - Iqemuden (Kemmouda)
  - Tighilt Ouhamza
  - Taarkoubt
  - Ighil Ouberouak
  - Taddart oufella
  - Tassadort
- Ihesnaouen (Hasnaoua), un ensemble de villages dont : 
  - Azib n'Ahmed
  - Ait-Ahcene
  - Aït-Mansour
  - Taddart Tamokrant
  - Taâzibt

## Villages d'Aïth Aïcha (commune de Tizi Naïth Aïcha — wilaya de Boumerdès)

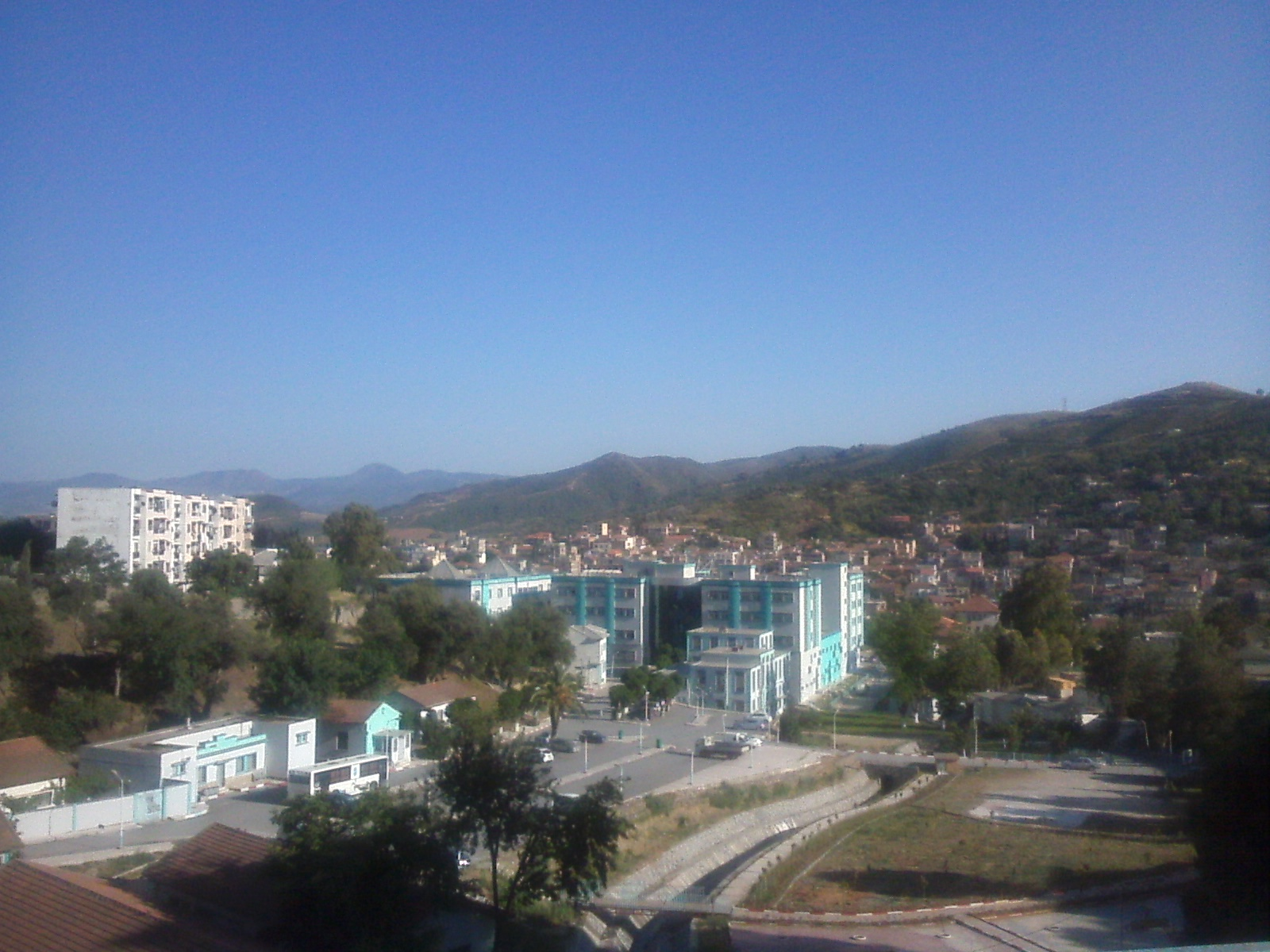
Thala Oufella (Soumâa) à Tizi Naïth Aïcha.

Les villages d'Aïth Aïcha sont au nombre de 20 :
- Thala Oufella (Soumâa)
- Mraldène
- Tabrahimt
- Gueddara
- Mehrène
- Tamsaout
- Balloul
- Djenahe
- Aït Hamadouche
- Ifekharène
- Aït Amar
- Iâazliène
- Iguerâaïchène
- Aït Boumerdès
- Mraïel
- Debbagha
- Heddada
- Souiga
- Talilt
- Boukhanfar

## Villages de lɛarc (commune d'Aït Yahiadaïra d'Ain El Hammam)
Les villages d'Aït Yahia sont au nombre de 17
- At Hicem (Aït Hichem) (At Mendil, At Maḍi)
- At Ziri (Aït Ziri)
- At Ɛenṭar (Aït Antar)(At Waɛli, At Mejber)
- At Mlal (Aït Mlal)
- Igures (Igoures)
- Isnedlen (Issendlene)
- Tafrawt (Tafraout)
- Kuku (Koukou) (Kuku, At Harun, At Bali, Bugeṭṭul, Iɣil Ḥfaḍ, Tagemunt-n-Kuku, Tala-n-Yisan)
- Tagnitt (Tagounits) (Tagnitt, Tagemunt, Ɛebdun, Tifiɣut, Laɛzuyab, At Ẓmiḥ, At Ufella, At Uyeḥya, Tukac)
- Takanna
- Agni n Yeɛed (Agouni Issaed)
- Taka ou Taqa (Taka, Lemxerḍa)
- Igufaf (Igoufaf) (Targust, At Bu Fares, At Crif)
- At Buteččur (Aït Boutetchour)
- At Ḥmed (Aït Ahmed)
- At Si Ɛmara (Aït Si Amara)
- Budafal (Boudafal)
- Ighil Igoulmemene (Imsoual)

## Villages d'At Mengellat (commune d'Aïn El Hammam, daïra d'Ain El Hammam)
Les villages d'Ath Menguellat sont au nombre de 18
- Taourirt Amrane (Tawrirt Ɛemṛan)
- Tawrirt (Tawrirt Ath Mengellat)
- Tamejjuṭ (Tamedjout)
- Waytslid
- At Ɛilem (Aït Ailem)
- Tasga Mellul
- Iɣil Nwegni (Ighil Bougni)
- Awrir (Aourir)
- Tililit (Thililith)
- Lqern (El Kern)
- Taskenfut (Thaskenfouth)
- Aẓru Uqellal (At Xelf)
- Ixef Usammar (Ikhef Ousammar)
- At Sidi Sɛid (Aït Sidi Saîd)
- At Sidi Ḥmed (Aït Sidi Ahmed)
- Agni n Teslent (Agouni Teslent)
- Souk el Djemaa

## Villages d'Aït Bouaddou(daïra d'Ouadhia)
La commune d'Aït Bouaddou est composée de 9 villages
- Aït Amar
- Aït Djemaa, chef-lieu de la commune
- Aït Khalfa
- Aït Irane, à 813 m d'altitude
- Aït Ouel Hadj
- Aït Maalem
- Ibadissen
- Takherradjit
- Tamkarbout

## Village d'At Bu Yusef(commune d'Abi Youcef)
Les villages d'Ath Bou Youcef sont au nombre de 9
- Tiferdud (Tiferdoud)
- Taẓrutt (Tazrouts)
- Taxliǧt (Takhlidjt)
- At aεdella (Aït Adellah)
- Tabuħsant (Tabouhsent)
- Werja (Ouerdja)
- Tizi Umalu (Tizi Oumalou)
- At Xlifa (Aït Khelifa)
- Icelliben (Icheliben)

## Villages d'Aqbil (commune d'Akbil)
Les villages d'Aqbil sont au nombre de 8
- At Mislayen (Aït Mislayene)
- At Ḥamṣi (Aït Hamsi)
- Maḥmud (Mahmoud)
- Aqawej (Akaouedj)
- At Sellan (Aït Sellane)
- At Waɛban (Aït Ouabane)
- At Laɛziz (Aït Laaziz)
- Awrir Uzemmur (Aourir Ouzemmour)

## Villages d'At Yettsuragh (commune d'Iferhounene)
Les villages d'Ath Yettsuragh sont au nombre de 24
- Ahdouche (Aḥḍuc)
- Aït Ali Ou Yahia (At Ɛli Uyeḥya)
- Aït Arbi (At Ɛerbi)
- Aït Enzar (At Nzar)
- Aït El Mansour (At l mansur)
- Aït Hamou (At Ḥemmu)
- Aït Idir Ouali (At Yidir Waɛli)
- Aït Saci (At Sasi)
- Aït Yha ouameur (At Yḥa Waɛmer)
- Béchar (Beccar)
- Bouaïdel (Buɛidel)
- Ibelkissène (Ibelqisen)
- Ikhdachen (Ixdacen)
- Iverver (Iberber)
- Iferhounène (Iferhunen), chef-lieu de la commune
- Imzouagh
- Menia (Mmniɛ)
- Lazib (Laɛzib At Ɛli)
- Soumeur
- Taourirt Ali Ou Naceur (Tawrirt Ɛli Wnaser)
- Tikilsa
- Tiqaâtine
- Tirourda (Tirurda)
- Takhlijth ath atsou

## Villages de Lɛerc At Yettsuragh (commune d'Imsouhal, daïra d'Iferhounene)
Les villages de Lɛerc At Yettsuragh sont au nombre de 18
- At Waṭas (Aït Ouatas)
- Iger n Leqrar (Iguer Lekrar)
- Agni Weɛdella (Agouni Waɛdella), chef-lieu de la commune
- Iɣil Igelmimen (Ighil Igoulmimene)
- Qeṛṛuc (Kerrouche)
- Azaghar kerrouche
- Bumesɛud (Boumessaoud)
- Bulmayez (Boulmayez)
- Ɛesker (Asker)
- Tanalt (Thanalt)
- Tizi N Wuffed (Tizi Bouffed)
- At Lbacir (Aït Lbachir)
- At Meddur (Aït Meddour)
- Tizi n Yefres (Tizi Guefres)
- At Yusef Waɛli (Aït Youcef Ouali)
- Aït El_Bachir
- Ahfir
- Azaghar Ahfir

## Villages de la commune de Makouda, daïra de Makouda
Les villages de Makouda sont au nombre de 34
- Agouni Bouaklane (Attouche)
- Aggouni Hamiche (Tala Bouzrou)
- Ain Larbaâ (Attouche)
- Ath Allahoum (Makouda)
- Ath Fares
- Ath Ouazen (Attouche)
- Attouche-centre
- El Maden (Tala Bouzrou), le centre de Tala Bouzrou
- Hadouda (Attouche)
- Ibakouken (Tala Bouzrou)
- Icheriouen
- Ichikar
- IhassounUène (Attouche)
- Illilane
- Ioulaïne (Tala Bouzrou)
- Issiakhène (Attouche)
- Izeroukène (Attouche)
- Larbâa
- Maachera(attouche)
- Makouda-centre ou Izaïchène, chef-lieu de la commune
- Semghoune
- Stita
- Tamyist (Tala Bouzrou)
- Tarvent(Attouche)
- Tassedart(Attouche)
- Taâzibt
- Tazrart
- Tighilt N'Louh (Attouche)
- Tigoulmamine
- Tigounatine (Tala Bouzrou)
- Tinekachine (Makouda)
- Zaouia

## Villages de Lɛerc At Yillilten (commune d'Illilten)
Les villages de Lɛerc At Yillilten sont au nombre de 12
- Tifilkut (Thifilkout)
- Tiziṭ (Thizit)
- Tawrir Ɛemrus (Taourirt Amrous)
- Igfilen (Iguefilene)
- Tawrirt Iḥeddaden (Taourirt Iheddadene)
- Zzubga (Zoubga)
- Aẓru (Azrou)
- At Sider (Aït Sider)
- Taɣzut (Taghzout)
- At Ɛisa Uyeḥya (Aït Aissa Ouyahia)
- At Ɛdella (Aït Adella)
- lƐziv at Ɛli (laazib ath ali)

## Villages de Lɛerc At Yeǧǧer (commune deBouzeguene, daïra de Bouzeguene)
Les villages de Lɛerc At Yeǧǧer sont au nombre de 23
- At Yexlef (Aït Ikhlef)
- At Lqarn (Aït iqarn)
- Ikusa (Ikoussa)
- Iɣil Tizi Bwa (Ighil Tizi Boua)
- Tazrutt (Tazrouts)
- Ivekkaren (Ibekarene)
- At Yiken (Aït Yiken)
- At Saɛid (Aït Said)
- Ivuyisfen (Ibouyisfene)
- At Wizgan (Bouzeguene)
- At Ɛeẓwan (Aït Azouane)
- At Sidi Ɛmar (Aït Sidi Amar)
- Ssaḥel (Sahel)
- Tawrirt (Tourirt)
- Takuct (Takoucht)
- Timizar
- Tizuyin (Tizouine)
- Iḥiṭṭusen (Ihitoussene)
- At Semlal (Aït Semlal)
- At Salaḥ (Aït Salah)
- At Feṛṛɛac (Aït Ferrache)
- Ḥuṛa (Houra)
- Aḥriq (Ahrik)

## Villages de la commune d'Idjeur, daïra de Bouzeguene
Les villages de la commune d’Idjeur sont au nombre de 7
- Buɛawen (Bouaouene)
- Tifrit At Umalek (Tifrit Aït Oumalek)
- Iɣil Bukyasa (Ighil Boukiassa)
- Mḥagga (Mhagua)
- Igersafen (Iguersafene)
- At Ɛica (Aït Aicha)
- Iɣrayen (Ighraiene)

## Villages de la commune d'At Ziki, daïra de Bouzeguene
Les villages de la commune d’At Ziki sont au nombre de 6
- Amokrez
- Iger Mehdi (Iguer Mahdi)
- Iger Ɛemṛan (Iguer Amrane)
- Agni Filkan (Agouni Filkane)
- Berqis (Berkis)
- Tawrirt Nwar (Tourirt Bwar)

## Villages de la commune d'At m'likec (wilaya de Béjaia)
Les villages de la commune d'At m'likec sont au nombre de 23
- Nezla
- imrabdhen
- lemjaz
- idamuthen
- tiharqatin
- At wa3mar
- Budra3
- tadart wada
- Agentur
- Amar3i
- At ureqas
- Ivjiwen
- Agouni garwaz
- Taghalat
- Tabouda
- Lemṣella
- I3agachen
- Tala tighilt
- Anechar
- At fdhilla
- Ighil leqrar
- Tighvirth
- Twila

## Villages d'At Fṛawsen commune deMekla, daïra de Mekla
Les villages d’At Fṛawsen sont au nombre de 25
- Maḥmud (Mhmoud)
- Meslub (Mesloub)
- Meqlaɛ (Mekla)
- Tizi n terga (Tizi Tergua)
- Taliwin (Taliouine)
- Igelfan (Igoulfane)
- Ǧemɛa n Sariǧ (Djemâa Saharidj)
- Igemaḍen (Igoumadhen)
- Tala Qamra (Tala Kamra)
- Agni n Waɛfir (Agouni Bouafir)
- Ccɛawfa (Châaoufa)
- At Manṣur (Aït Mansour)
- Muɛawiya (Mouaouia)
- At Musa (Aït Moussa)
- At Mekki (Aït MEkki)
- Leɛnaṣeṛ (Lanasser)
- Amazul (Amazoul)
- Tigrin (Tiguerine)
- Leɣrus (Leghrous)
- Yulḥaden (Ioulhadene)
- Cɛayeb ((Chaib)
- Laɛzib n At Sɛada (Lazib Aït Saada)
- Tawrirt Ɛaden (Taourirt Adene)
- Buzehrir (Bouzehrir)
- At Ɛic (Aït Aich)

## Villages d'At Bucɛayeb (commune deSouamâa, daïra de Mekla)
Les villages d’At Bucɛayeb sont au nombre de 8
- Iger n Yedmimen (Iguer Guedmimene)
- At Seḥnun (Aït Sehnoune)
- At Sidi Ɛmar (Aït Sidi Amar)
- Umadden (Oumadene)
- Swameɛ (Souamaâ)
- At Zellal (Aït Zellal)
- Belɣezli (Belghezli)
- Tajjelt (Tadjelt)

## Villages d'At Xlili (commune d'Aït Khellili, daïra de Mekla)
Les villages d’Aït Khellili sont au nombre de 12
- Mɣera (Megheira)
- At Ddiḥ (Aït Dih)
- Aqeṛṛu (Akerrou)
- Buyaɛla (Bouyala)
- Agulmim (Agoulmime), chef lieu de la commune.
- Taindlest
- Tizi n Waman (Tizi Bouamane)
- Lqelɛa (El Klaa)
- Hicam (Hicham)
- Ssaḥel (Sahel)
- Bouɛcir (Bouachire)
- At Xir (Aït Khir)

## Villages d'Azeffoun (commune d'Azeffoun, daïra d'Ivehriyén)
Les villages d’Azeffoun sont au nombre de 53
- Abbache
- Agouni N'Rihane
- Agloulide (Aɣulid)
- Aït Illoul (At Yillul)
- Aït N'Eaïm (At Naɛim)
- Aït Ouandlous (At Wandlus)
- Aït Rahouna (At Rhuna)
- Aït Si Yahia Bouada
- Aït Si Yahia Oufella
- Ateouarzik
- Azeffoun (Azeffun)
- Azib
- Azib Sahel
- Bezerka (Bezerka)
- Boumellal
- Boumessaoud
- Cheurfa
- Cheurfa Bouada
- El Kelaa (Lqelɛa)
- Gourare
- Iberhoutène (Iberhuten)
- Idjanatène (Ijanaten)
- Ighil Amar Ou Yahia
- Ighil Laghzer
- Ighil Oumala
- Ihanouchène (Iḥanucen)
- Imedexène (Imidiqsen)
- Imouloukène
- Issoumatène (Isumaten)
- Khanis
- Keria (Qirya)
- Khebla
- Lazib Sahel (Laɛzib Saḥel)
- M'Letta (Mlaṭa)
- Oufella
- Oufella
- Taddert
- Taguemount Gatache
- Taguemount Boudrar (Tagemunt n Wedrar)
- Taïncert (Taɛinṣert)
- Tala Dib (Tala Ḥadid)
- Tazaghart (Tazaɣart)
- Tazeboudjt n Tiza (Taẓebbujt n Tiza)
- Tidmimine
- Tifezouine (Tifezwin)
- Tifrest
- Timlouka (Timluka)
- Tiouidiouine
- Ihamziouène
- Yabèche
- Zitouna (Zituna)
- Aït Ali Ou Abdallah

## Villages de Laazib n'zamoum (Naciria)
Les villages de Laazib n'zamoum sont au nombre de 4
- Ir'Emracen
- Irafan
- Aït Bourouba
- Aït Amran

## Villages de Tadmaït
Les de villages de Tadmaït sont au nombre de 3
- Aït Chenacha
- Aït Ouarzedine (Ayt Warzdin)
- Arch Alemnas

## Village de Draa ben Khedda
- Aït Bou Chnacha

## Villages de la commune de N'Voughni ou Bu-Ɣni (l3arch) et ses alentours: Vounouh, Amechras et Assi Youssef
Villages de la commune de N'Voughni
- Aït Ali
- Aït Hamouda
- Amrous
- Ath Moh Ouslimane
- Azaghar
- Ath Kouffi
- Ath Mendès
- Besri
- Elma
- Iaskren
- Ichiouache
- Ighil Anane
- Ighil N'Bil
- Ighveguelène
- Ighzer N'Chebel
- Ihadrienne
- Ilousathène
- Iouahianène
- Maala
- Mahbane
- Nidjilène
- Ouchallal
- Taghzat
- Tala Braham
- Tirmitine
- Tisseline

Villages de Vounouh
- Aït Kaanane
- Aït Thelha
- Aït Si Ali
- Amalou
- Aourir
- Baali
- Bounouh, chef-lieu de la commune
- Bouzoula
- Chebaba
- Halouane
- Ibouhatène
- Idjebaren
- Ighil Anane
- Ikhelfounene
- hadjila, mouhaouali, slimane, salah
- Merdja
- Mezaourou
- Oufella
- Tala Khelouf
- Tala Oulili
- Tamalouts
- Tizi N'Cheriate
- Tizi El Had
- Tizi Meden
- Zarour

Villages de N'Oumachras
- Ath Yemghour (Aït-Imghour)
  - Thigmi (Aït-Imghour)
  - Thadjmoumath (Aït-Imghour)
  - Ath El Hadj (Aït-Imghour)
  - Ath Vouhamssi (Aït-Imghour)
  - Ath Amar (Aït-Imghour)
  - Charfaa (Aït-Imghour)
- Aït Ali Ouaïssa
- Ihsnawen
- Mechtras Centre
- Tala Boumghar
- Tazrout
- Tighilt
- Alma n Dinar
- Thaghoza Atmane
- Ath Oumrane
- Thansawt
- Ahettou
- Ath Ali Aissa
  - Thiqesraithe (Ath Ali Aissa)
- Attmakhssente
- Lqentra
- Ath Aalaye
- Thaghoza

Villages d’Assi Youssef (Ath-Vuɣardhan)
- Ath Vouchama
- Ath Voudouala (I'zzag)
- Ath El Hadj
- Ath El Kacem
- Ath Hagoun
- Ath Hidja
- Ath Houari
- Boujana
- Boukelal
- Lanser
- Soumma
- taddarth ouffella
- Tiksraï
- Timessift
- Tinekicht

## Villages de Draa el Mizan
Les villages de Draa el Mizan sont au nombre de 3
- Inezlioun
- Aït Mekla
- Aït Arif

Il y a une bonne trentaine de villages.

## Villages de l3arch IMCHEDALLEN (daïra de m'chedallah _ w BOUIRA)
Les villages de l3arch IMCHEDALLEN sont au nombre de 16
Imezdourar
Ilyithen
Islan
Ath hemmad
Imri
Ivelvaren
Ath 3li wethmim
Ath walvan
Ighil hammad
Sahridj
3eggach
M'chedallah ex:maillot (centre)
Zouzamen
Ath yakhlef
Assif asemmad
Vouwaklen

## Villages de Chabet El Ameur (Aït Khalfoun / Aït Mekla)
Les villages de Chabet El Ameur sont au nombre de 10
- At Ɛli (Aït Ali)
- Anaḍsen (Aït andhasen)
- Imutas (Matoussa)
- Iɛumaren (Aoumaren)
- At Brahim (Aït Brahim)
- Ɛamara (Amara)
- Aït Buduxan (Aït Boudoukhan)
- At Saɛid (Aït Said)
- Iɛazuzen (Azouza)
- At Lhamel (Aït lhamel)
- Ath tsafath
- Ath 3abdellah

## Villages d'Aït Yahia Moussa
Les villages d’Aït Yahia Moussa sont au nombre de 2
- Ibouazounen
- Aït Yahya Ou Moussa

## Villages des Illulen Usammer
```
Les villages d'Illoulen Usammer sont actuellement répartis entre trois communes de la Daïra d'Akbou et la Daïra/commune d'Ouzellaguen/Ighzer Amokrane.
```

### Commune de Chellata
- Ighil Oumsed (Son ancienneté ne remonte guère au-delà d'un millénaire. Cela dit, des vestiges archéologiques sont mis au jour tant dans son emplacement actuel que dans ses dépendances champêtres, que l'hypothèse scientifique fait remonter à la cité Lamfoctense des Tendenses -faut-il y voir une origine du toponyme Tanuda ? -, très probablement en rapport avec le village Taourirt. Ighil Oumsed s'est signalé pendant la guerre d'indépendance pour avoir été le théâtre des premiers actes d'hostilité face à l'armée française, dès la mi-novembre 1954 dans toute la vallée de la Soummam, qui sera considérée par l'armée française comme étant une "vallée pourrie" à partir de 1956).
- Taourirt (Taourirt n Hemrud / Taourirt n Aoudia) (Indubitablement l'un des plus anciens villages de la Soummam : ses emplacements successifs sur les rives de l'Ighzer Tesyar -oued des moulins- révèlent de plus en plus de vestiges archéologiques remontant au moins au 3e S.C. Détruit pendant la guerre d'indépendance, ses anciens habitants sont en grande partie éparpillés)
- Alma
- Felden
- Tala Mellal
- Ath Sidi-Amer
- Fethoune (probablement issu d'une fraction de l'ancien village Mliha)
- Tagma n Fad, ou Issoummar (Hameau formé par l'exode d'une fraction des Ath-Qasi de Tamda -Tizi-Ouzou-, il se reconstitue actuellement, après avoir longtemps fait partie du village Felden)
- Ath-Bessâi
- Mliha
- Tizi n Slib (Probablement l'un des plus anciens villages du Âarch. Détruit pendant la guerre d'indépendance, une grande partie de ses habitants se retrouve à Akbou, notamment au quartier Guendouza)
- Tisighidt
- Ichelladhen (village très connu par Timâemmert de Chellata, ses habitants sont en partie issus de Tizibert, ancien village aujourd'hui abandonné)
- Taxlijt Ibeqdhidhen
- Ath Âennan
- Ath Djennad
- Ath Mqeddem

### commune d'Akbou
- Zineb (Hameau issu d'Ighil Oumsed, appelé aussi Leâzib Zineb par les services de la Commune d'Akbou)
- Taqesrit (Hameau issu d'Ighil Oumsed, confondu avec Zineb par les services de la Commune d'Akbou)
- Tifrit (associée au douar de Chellata)
- Leâzib ulehdhir (à l'origine associée au douar d'Ighram)
- Lfirma (Ferme Caudrillet, appelée aussi ferme Koudri par les services de la Commune d'Akbou) (ses habitants sont en petite partie issus d'Ighil Oumsed)
- Tanuda (Leâzib n cchikh) (Ferme Benalicherif, puis domaine Akloul Ali) (Appelé aussi Leâzib-centre par les services de la Commune d'Akbou)
- Tala n teslent (appelé aussi Leâzib t-teslent par les services de la Commune d'Akbou) (Ses habitants sont essentiellement issus des villages Tazrutt et Ibouziden, villages d'Ouzellaguen détruits pendant la guerre d'indépendance)
- Riquet, actuellement village Colonel Amirouche. Accueille des habitants essentiellement issus des villages Lmecta et Ath-Sellam.
- Akbou. A l'origine réduit à quelques habitations limitrophes de l'ancien Souq, "Letnayen n yillulen" (d'où le quartier Letnayen taqqdimt), Akbou est aujourd'hui un important centre urbain dont les habitants sont encore pour une bonne partie issus des villages du douar ighram (le douar est une subdivison du Aarch, opérée par l'administration coloniale et demeurée opérante).
- Ikhelladhen, accueille essentiellement la famille BenKhellat, issue du village Irsan

### Commune/Daïra d'Ouzellaguen
- Timegdal / Helouane : à l'origine village de recasement formé après l'indépendance en faveur des villageois de Tazrutt et Ibuziden, détruits pendant la guerre d'indépendance. L'emplacement était appelé Timegdal, mais officiellement connu sous le nom de Helouane. Dépend actuellement de la Daïra d'Ouzellageun.
- Helouane / Tiouririne : Le véritable Helouane est confondu aujourd'hui avec Tiouririne, gros village comportant plusieurs quartiers (Yujjin, Tiwririn, Helouane, Lberj, Julyan, etc.), dépendant actuellement de la Daïra d'Ouzellaguen et dont la population est pour une bonne partie issue d'Ighil Oumsed)

### Commune d'Ighram
- Tighilt Mekhlouf
- Iêmmouren
- Taslent (Célèbre pour ses deux écoles coraniques : Timâemmert U Lehdhit, et surtout Timâemmert U Budawed, mais aussi pour être le village d'origine du président du gouvernement dit de "Rocher-Noir", ainsi que du député d'Akbou à l'Assemblée Constituante de l'Algérie indépendante).
- Alma Ougnan (appelé aussi Ath Kerrou)
- Ighil Nasser
- Ighrem
- Arafou
- Ath Âmer uzeggan (Détruit lors de la guerre d'indépendance, la majorité de ses habitants se retrouvent actuellement à Akbou)
- Tazaghart
- Iâezzunen
- Tizi Mâali
- Iguirban
- Imedjqounen
- Ath Sellam
- Lmecta
- Irsan (Probablement l'un des plus anciens villages du Aarch, avec Tizi n Slib et Taourirt, dans l'actuelle commune de Chellata. Le village s'est reformé en contrebas de son ancien emplacement, aujourd'hui abandonné. Des vestiges archéologiques sont signalés tant dans le périmètre d'Irsan qu'à Ighram)